# Madurodam

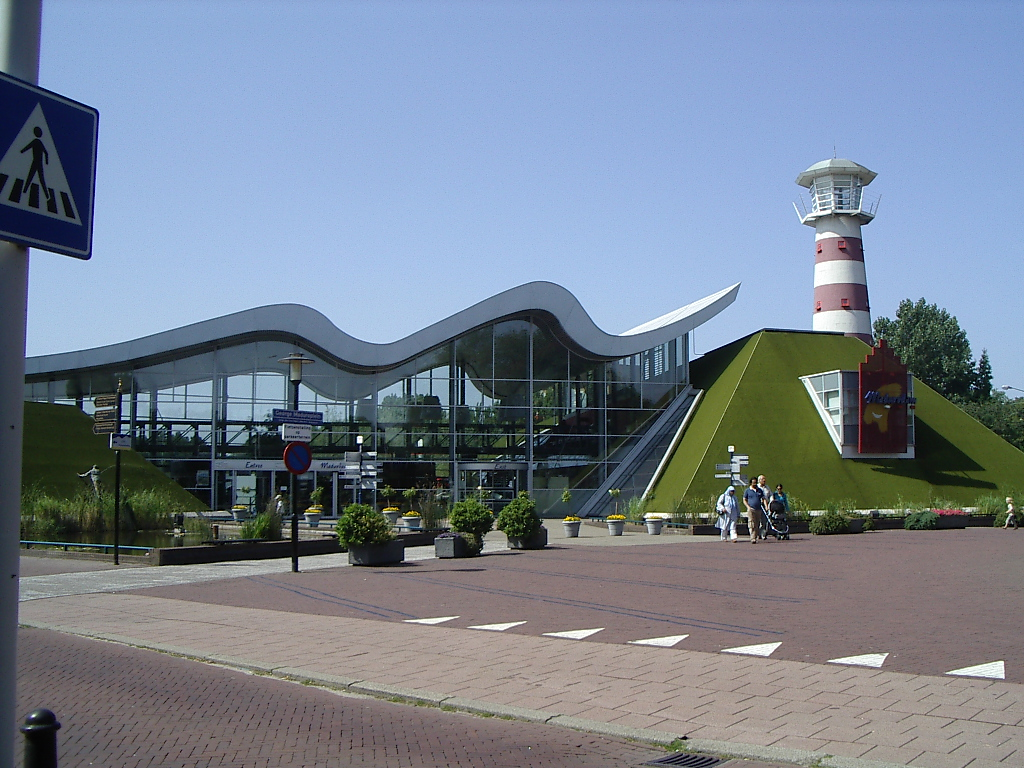
Madurodam - miniaturowe miasto

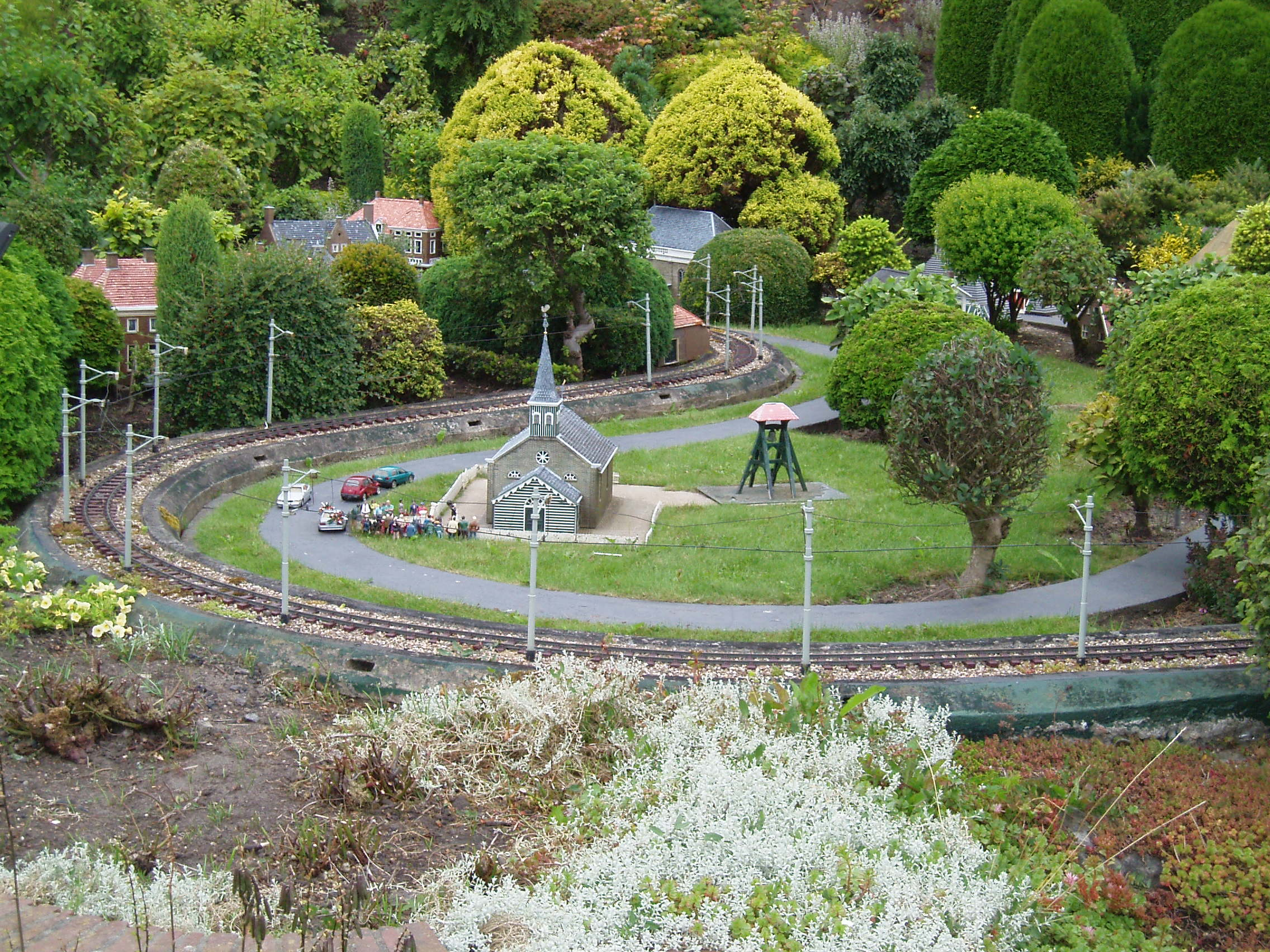
"Evoluon" w Madurodam

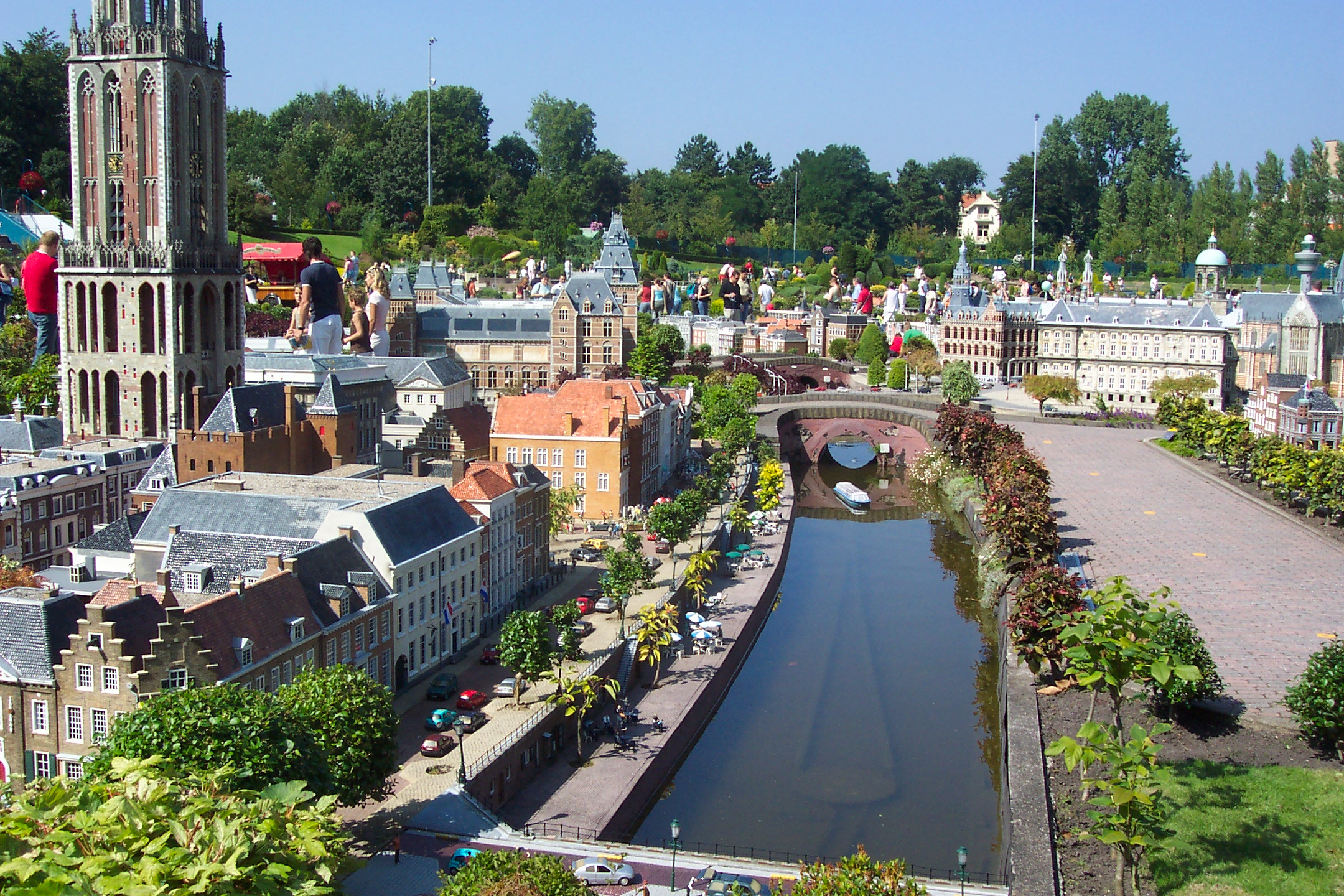

Madurodam – interaktywny park miniatur. Nazywany jest też Holandią w miniaturze. Mieści się w Scheveningen, nadmorskiej dzielnicy Hagi. Najważniejsze zabytki i najciekawsze budowle z całego kraju można zobaczyć tutaj odtworzone w najdrobniejszych szczegółach w skali 1:25, w otoczeniu zieleni i kwiatów. Z okazji obchodzonej w 2012 roku 60. rocznicy swego istnienia, Madurodam poddane zostało gruntownej rekonstrukcji. Po przebudowie nadal jest miejscem, gdzie można zobaczyć wszystko to z czego słynie Holandia i doskonałym punktem startowym do podróży po tym kraju. Zmienił się tylko sposób zwiedzania – z biernego na interaktywny oraz sposób przekazywania informacji. Informacje można znaleźć korzystając z punktów info przy miniaturach i na ekranach, na których można obejrzeć filmy. Można spróbować załadować kontenerowiec w porcie w Rotterdamie, wziąć udział w aukcji kwiatów, popróbować sił, jako realizator świateł czy przekonać się, które wiatraki są wydajniejsze, z jaką siłą napiera woda czy ile waży holenderski ser. W nowym Madurodam pojawiły się też nowe miniaturowe postacie, tzw. Madurodammertjes wzięte prosto z życia, które opowiadają własne holenderskie historie. Są tu: stewardesa, realizator świateł, robotnicy portowi, pilot, surferzy i wiele innych. Są też postacie związane z bogatą historią Holandii.
Charakterystyczne miniaturowe budowle pozostały sercem Madurodam. Prezentowane są w trzech nowych tematycznych częściach:

Stare Miasto – historia, kultura, architektura, rodzina królewska, sztuka i wielcy Holendrzy.

Kraj Wody – walka z wodą, woda jako przyjaciel, „budowanie” Holandii, morze, porty, poldery.

Wyspa Innowacji – handel, transport, rolnictwo, współczesna architektura i znane holenderskie projekty na świecie.

## Powstanie Madurodam
Nazwa Madurodam pochodzi od nazwiska studenta, George'a Maduro, który zginął w obozie koncentracyjnym Dachau. Fundatorami przedsięwzięcia byli pani Boon-van der Starp oraz państwo Maduro (rodzice studenta). Madurodam został stworzony ku czci ofiar II wojny światowej.
Oficjalnie otwarcie nastąpiło 2 czerwca 1952, kiedy to ówczesna czternastoletnia księżna, a późniejsza królowa Królestwa Niderlandów, Beatrix, została mianowana na burmistrza Madurodam. Księżna Beatrix pełniła tę funkcję aż do koronacji w 1980.

## Działalność charytatywna
Od powstania, zyski z działalności Madurodam przekazywane były dla holenderskiego sanatorium, w którym leczono studentów chorych na gruźlicę. W 1964, gdy gruźlica przestała być plagą, sanatorium zostało zamknięte. Od tego czasu Madurodam prowadzi własną fundację charytatywną wspierającą instytucje społeczne i kulturalne tworzone przez i dla młodych Holendrów.

## Obiekty
Wśród licznych obiektów znajdują się między innymi:
- Lotnisko Schiphol w Amsterdamie
- Dom Anny Frank w Amsterdamie
- Targ kwiatowy
- Wesołe miasteczko
- Stadion piłkarski
- Dom Rembrandta w Amsterdamie
- Dzielnica czerwonych latarni w Amsterdamie
- Rijksmuseum w Amsterdamie
- Pałac Królewski przy Damplatz w Amsterdamie
- Teatr Królewski w Amsterdamie